# مرسيدس فرانكو
مرسيدس فرانكو (بالإسبانية: Mercedes Franco)‏ هي كاتِبة فنزويلية، ولدت في 3 نوفمبر 1948.